# Lucas Entertainment
Lucas Entertainment é uma produtora de filmes pornográficos voltados para o público gay. A empresa foi fundada pelo ex-ator pornográfico Michael Lucas, com um estúdios em Nova Iorque, conhecido pela abundância de filmes luxuosos e do grande orçamento, além de ser um dos maiores do mundo. Segundo a própria empresa, o filme "Michael Lucas' La Dolce Vita" é o mais caro já produzido pela indústria pornográfica gay. Esse filme ganhou 14 prêmios do GayVN Awards, o maior recorde da premiação até hoje.
Para expandir sua direção, o estúdio contratou a premiada cinegrafista mr. Pam Doré. Ela é cinegrafista e diretora de produção cinematográfica do estúdio desde Agosto de 2008. Começou sua carreira na Falcon Studios em 1996, e foi indicada na categoria de "Melhor Diretora" pela GayVN Awards, em 2008.
Em maio de 2009, Lucas Entertainment anunciou que estava filmando com modelos de Israel, um investimento para promover a cultura israelense. Posteriormente, a empresa lançou o seu microsite "Men of Israel" ("Homens de Israel", em português). Lucas chamou-o de um dos seus filmes mais importantes, e os críticos do "The Atlantic", "Out Magazine" e "Yediot Aharonot" disse que o filme é um marco, sendo o primeiro filme com um elenco israelense. Em Julho, a "Lucas Entertainment" anunciou em seu blog oficial que irá abrir uma sede européia, em Paris, o local de sua atual produção, "Paris Playboys".

## História
Em 1998, Michael Lucas fundou a sua própria produtora, a Lucas Entertainament, com o dinheiro que ganhou enquanto trabalhava como garoto de programa. Ele fundou sua produtora em Nova Iorque, ao invés de Los Angeles, onde muitas outras produtoras pornográgricas estão localizadas, em parte para tirar proveito da falta de concorrência. 
Em 2004, a Lucas Distribution, Inc., começou suas operações. Lucas dirige, produz e atua em seus próprios filmes. Em março de 2009, o estúdio contratou a mr. Pam Doré como diretora de produção e cinegrafista - que já trabalhou como cinegrafista de editora na Falcon Studios. A produtora anunciou no blog de Lucas, em julho de 2009, que estava abrindo uma sede européia em Paris. Essa nova sede, irá centralizar toda a produção, incluindo elenco, filmagem e promoções.

## Produções
Com produções luxuosas e de alto orçamento, a empresa ganhou notoriedade por remakes de dois clássicos do cinema, Michael Lucas' Dangerous Liaisons (2005) e Michael Lucas' La Dolce Vita (2006).

### Michael Lucas' Dangerous Liaisons
No verão de 2005, Lucas lançou "Michael Lucas' Dangerous Liaisons", um filme que apresentava aparições especiais de celebridades do mundo LGBT e pornográfico como RuPaul, Boy George, Graham Norton, Bruce Vilanch, Lady Bunny, Amanda Lepore e Michael Musto.

### Michael Lucas' La Dolce Vita
No ano seguinte, 2006, lançou "Michael Lucas' La Dolce Vita 1 e 2", um remake do filme  La Dolce Vita, de 1960. Com um orçamento de 250.000 mil dólares, o estúdio alega que esse é o filme mais caro da histório da indústria pornográfica gay. O filme ganhou recorde de premiação no GayVN Awards, com 14 prêmios levados para casa, vencendo em todas as categorias em que foi indicado.
Em fevereiro de 2007, a International Media Filmes, Inc., que detém direito da La Dolce Vita, arquivou uma ação contra a Lucas Entertainment, Inc., e a Lucas Distribution, Inc., alegando direitos autorais e uso indevido e/ou não autorizado da marca.

### Men of Israel

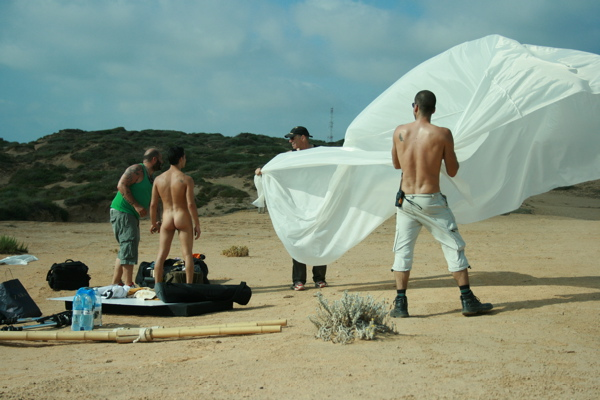
Foto das filmagens de Men of Israel.

Em Maio de 2009, a produtora filmou o primeiro filme pornô gay usando apenas os modelos de Israel. A produção foi anunciada como uma viagem sexual que promove a cultura israelense. Em junho de 2009, a empresa lançou o sítio "Mens of Israel" para promover o filme, foi lançado dia 22 de Julho.
O filme recebeu a cobertura da imprensa. Waynr Hoffman, do Tablet Magazine, disse que apesar das publicações da mídia, o projeto é um marco, sendo o primeiro filme adulto gay que possui apenas atores israelenses, Hoffman sentiu que era um marco para o caracterizar o primeiro elenco judaico.
O elenco foi destaque no blog do jornal Los Angeles Times, que afirmou que sempre que os judeus estiverem mais abertos para sua identidade, acontecerá um "desenvolvimento saudável".

## Linhas
Lucas Entertainment - A principal marca, que produz filme de sexo gay com homens entre 20 e 30 anos de idade.
Lucas Raunch - Uma linha de produtos para fetiche. Os primeiros lançamentos foram FARTS! e PISS!. Em fevereiro de 2009, o serviço canadense de defesa das fronteiras impediu a entrada dos filmes. A CBSA (Canada Border Services Agency), disse que classificou os produtos como obscenos demais, o que era motivo para proibi-los.

## Campanhas Publicitárias
O estúdio é conhecido pela atenção que chama e a forma que sua publicidade atrai, muitas vezes essas são abrangidos pelo blogosfera e ao meio da cidade de Nova Iorque. Em 2007, a Lucas Entertainment enviou um comunicado à imprensa afirmando que Lucas foi encontrado morto em seu apartamento. Uma foto que acompanhava o lançamento mostrou o que parecia ser uma prova de Lucas sem vida, com uma contusão visível em seu rosto. A revista "New York", através de seu blog Intel questionou o momento do golpe. Toda essa atenção da mídia, rendeu a Lucas um Prêmio Xbiz de melhor publicidade.
Em conjunto com o editor alemão Bruno Gmünder, a produtora lançou o livro Michael Lucas' Gigolos, que contou com muitos modelos da Lucas Entertainment em vários momentos sexuais. Nesse, estavam incluídos trabalhos feitos pelo fotógrafo Joe Oppedisano, e foi elogiado pela sua qualidade elevada de produção. Ele projetou esse livro com o foco pornográfico para acompanhar o lançamento do filme.
Depois que os produtos da Lucas Raunch foram proibidos no Canadá, a Lucas Entertainment enviou uma carta dirigida ao presidente Barack Obama, pedindo para que ele intercedesse em nome do estúdio em uma próxima reunião com o primeiro ministro canadense, Stephen Harper.

## Prêmios e Reconhecimento
O estúdio tem conquistado muitos prêmios, entre eles o GayVN Awards e Adult Erotic Gay Video Awards ("Grabbys"). Grande parte da mídia em torno da empresa, vem de seu reconhecimento e da presença dominante de seu fundador, Michael Lucas, que foi uma das maiores estrelas pornográficas até hoje.
| Ano  | Filme                             | Atores                                                 | Premiação |
| ---- | --------------------------------- | ------------------------------------------------------ | --- |
| 2000 | Fire Island Cruising              | Michael Lucas                                          | GayVN Awards na categoria de Melhor Performance Solo |
| 2001 | Top to Bottom                     |                                                        | GayVN Awards na categoria Melhor Ethnic-Themed Video |
| 2001 | Vengeance                         | Chad Hunt Erik Martins Carlos Morales                  | GayVN Awards na categoria Melhor sexo a Três Grabby Award na categoria Melhor sexo a Três |
| 2004 | Michael Lucas' Auditions 1        |                                                        | GayVN Awards na categoria Melhor PRO/AM Release |
| 2005 | Michael Lucas' Dangerous Liaisons | Gus Mattox Michael Lucas Kent Larson                   | Grabby Awards na categoria Melhor Ator (Mattox) GayVN Awards na categoria Melhor DVD Extras/Especial; Melhor Screenplay (Tony DiMarco); Melhor Ator Supporting (Larson); Melhor Imagem; |
| 2005 | Michael Lucas' Auditions 4        |                                                        | GayVN Awards na categoria Melhor PRO/AM lançamento |
| 2006 | Michael Lucas' La Dolce Vita      | Michael Lucas Spencer Quest Jason Ridge Derrick Hanson | GayVN Awards na categoria "Melhor Ator" (Lucas); "Melhor direção de Arte"; "Melhor Diretor"(Lucas e Tony DiMarco); "Melhor edição especial de DVD"; "Melhor Editor" (Frank Tyler); "Melhor Campanha de Marketing"; "Melhor Música" (Nekked); "Melhor Non-Sex Performance" (Savanna Samson); "Melhor Packaging"; "Melhir Screenplay" (Tony DiMarco); "Melhor Ator de Suporte" (Quest); "Melhor Threesome" (Lucas/Ridge/Hanson); "Melhor Videografia"; "Melhor Imagem"; |
| 2007 | The Intern                        | Christian Cruz                                         | GayVN Awards na categoria "Melhor Non-Sex Performance" (Jason Shepard); "Melhor Renting Title of 2007"; "Melhor Comédia do Sexo"; "Melhor Ator de Suporte" (Cruz) |
| 2008 | Brother Reunion                   |                                                        | GayVN Awards na categoria Non-Sex Performance (Lady Bunny) |
| 2008 | Return to Fire Island             |                                                        | GayVN Awards na categoria Melhor Packaging |